# Североафрикански турилик
Североафрикански турилик (Burhinus capensis) е вид птица от семейство Burhinidae.

## Разпространение
Видът е разпространен в Ангола, Бенин, Ботсвана, Буркина Фасо, Бурунди, Габон, Гана, Гвинея, Джибути, Еритрея, Етиопия, Замбия, Зимбабве, Йемен, Камерун, Демократична република Конго, Кот д'Ивоар, Кения, Лесото, Малави, Мали, Мавритания, Мозамбик, Намибия, Нигер, Нигерия, Оман, Саудитска Арабия, Сенегал, Сомалия, Судан, Свазиленд, Танзания, Того, Уганда, Централноафриканската република, Чад, Южна Африка и Южен Судан.